# Manuel González Ortúzar
Manuel González Ortúzar; político chileno. Nació en Talca, el 11 de agosto de 1819. Falleció en Santiago, el 24 de octubre de 1867. Hijo de José Manuel González y Ossa y doña Elisa de Ortúzar y Ovalle. Hermano de Blas González Ortúzar, diputado por Talca en 1849.
Formó parte de las filas del conservadurismo hacia 1830. Sin embargo, a diferencia de su hermano, en 1836 se alistó tras Manuel Rengifo y el grupo político denominado los Filopolitas, para oponerse a la autoridad de Diego Portales y la reelección de José Joaquín Prieto.
Elegido diputado por Concepción y Lautaro en 1840 y 1843. Reelegido a la Cámara en 1849, esta vez por Los Ángeles y Yungay. En estos períodos parlamentarios formó parte de la Comisión permanente de Hacienda e Industria y la de Educación y Beneficencia. 